# Egidio Viganò
Egidio Viganó (Sondrio, 29 de julio de 1920-Roma, 23 de junio de 1995) fue un sacerdote católico salesiano italiano y el rector mayor de la Congregación Salesiana de Don Bosco entre 1977 y 1995, tiempo en el cual se constituyó como el VII sucesor de Juan Bosco en el gobierno de la segunda comunidad religiosa masculina de la Iglesia católica. Viganó fue el segundo rector mayor que más ha durado en el cargo, por espacio de 18 años (el primero fue Don Miguel Rúa, quien estuvo 22 años). Aunque nació en Italia, Don Viganó se formó en Chile desde la edad de 19 años, país que consideró como su tierra natal. Fue además muy cercano al Pontificado de Juan Pablo II, siendo su confesor. Se destacó como un notable teólogo y un prolífero escritor, teniendo una gran influencia en el seno de la Iglesia católica. El máximo acontecimiento que marcó el rectorado de Viganó fue el I Centenario de la muerte de San Juan Bosco el 31 de enero de 1988, motivo por el cual el Papa Juan Pablo le dirigió la Carta Apostólica Iuvenum Patris (Padre de los Jóvenes). Participó además como consultor en el Concilio Vaticano II.

## Biografía
Egidio Viganó nació en Sondrio (Lombardía - Italia), el 29 de junio de 1920. Era el octavo hijo de Franceso Viganó y María Enrichetta Cattaneo. En 1926 empezó sus estudios en una escuela oficial de Sondrio y después ingresa en el Oratorio Salesiano de esa misma ciudad en donde entraría en contacto con el carisma de Don Bosco. 
En 1929 Don Bosco es beatificado y María Enrichetta, su madre, hace un peregrinaje a Turín para la ocasión, lo que la deja profundamente impresionada del amor y la devoción al santo educador, afecto que comunicaría a sus hijos. En 1932 el joven Egidio ingresa al aspirantado salesiano de Chieri y en 1935 al noviciado salesiano de Montodine para tomar la sotana en Sondrio posteriormente. La profesión religiosa la hace en Montodine al año siguiente y estudia la filosofía hasta 1939 en Foglizzo. 
Pero su vida tendría que ver con el Nuevo Mundo cuando parte para las misiones como seminarista en 1939 para Chile, a la edad de 19 años de edad. Es profesor en el Aspirantado de Macul y entre 1941 y 1943 profesor en Gratitud Nacional de Santiago. Posteriormente adelanta sus estudios de teología en la Pontificia Universidad Católica de Chile, mientras es catequista en La Gratitud Nacional.
El 31 de mayo de 1947 es ordenado sacerdote y es nombrado como profesor de teología dogmática en la Universidad Católica en 1949. En 1961 viaja a hacer algunos estudios en Roma con una beca de la universidad chilena y regresa a su patria adoptiva en 1962 como director del estudiantado salesiano de Santiago.

## Rector mayor
Como rector mayor y dado el largo periodo de su gobierno (18 años), Don Viganó vivió numerosos acontecimientos de la historia de la Congregación Salesiana y de la Iglesia.
Su ascenso a dicho cargo como sucesor de Don Bosco comenzó con su participación en las sesiones del Concilio Vaticano II entre 1962 y 1965, lo que lo acercó grandemente al corazón de la Iglesia católica contemporánea. En 1968 es provincial de Chile y presidente de la Conferencia de Superiores Mayores religiosos de ese país. También participa en la Conferencia del Episcopado Latinoamericano en Medellín, Colombia en ese mismo año.
El 15 de diciembre de 1977 es elegido rector mayor de los Salesianos y en 1978 se convierte en gran canciller de la Universidad Pontificia Salesiana y miembro del CELAM. 
Viganó fue uno de los superiores religiosos más cercano al pontificado de Juan Pablo II y por ello fue nominado por el Papa como miembro del [[sínodo de 
los obispos]] sobre la familia en 1980. En 1983 es nombrado presidente de la Unión de Superiores Generales en Roma.
Durante su rectorado tuvo lugar la beatificación de Monseñor Luis Versiglia y el padre Calixto Caravario, los primeros mártires salesianos sacrificados en China. El Papa Juan Pablo II los beatificó en 1984. Ese mismo año es reelegido rector mayor de los salesianos el 15 de mayo. En 1986 tiene el honor de predicar los ejercicios espirituales al Papa y a la Curia Romana.
En 1987 visita la China en donde se reúne con los hermanos dispersos.
1988 fue un año apoteósico para la Congregación Salesiana por el centenario de la muerte de Don Bosco (1888). Entre uno de los principales eventos fue la visita del Papa Juan Pablo II al Colle Don Bosco, el lugar en donde nació y creció el santo. El Papa proclamó entonces el lugar como "monte de las bienaventuranzas juveniles", beatificó a Laura Vicuña y le dio el título a Don Bosco de Padre, Maestro y Amigo de los jóvenes".
En 1990 Don Viganó es reelegido por tercera vez rector mayor y en ese año el Papa beatifica a Don Rinaldi. Al año siguiente Don Viganó participa en el sínodo para América Latina en República Dominicana como invitado del Papa. En 1993 inaugura el Instituto de Ciencias de la Comunicación en la Universidad Pontificia Salesiana. En 1994 el Papa beatifica a Magdalena Morano.
Cuando Don Viganó falleció en Roma el 23 de junio de 1995, recibió honores de Estado en su patria americana, Chile. Su vida en Suramérica moldearía además el estilo de su teología, área en la cual se destacaría no solo dentro de la Congregación, sino dentro de la Iglesia en general, atento a la realidad de los países en vías de desarrollo o en medio de la pobreza. Don Viganó participó activamente en notables acontecimientos eclesiales mundiales y muy especialmente en aquellos relacionados con Latinoamérica (Conferencia Episcopal Latinoamericana de Medellín y Puebla) y Europa a través de varios sínodos.

### Títulos y reconocimientos
1. Nombrado por S.S. Juan Pablo II miembro del Sínodo Extraordinario a causa del XX Aniversario del Concilio Vaticano II junto al superior general de los benedictinos y de los jesuitas. Don Viganó ya había participado como consejero en el mismo Concilio Vaticano II, motivo por el cual era un experto en el mismo.
2. Nombrado por el mismo Pontífice Consultor Pontificio para la Familia.
3. Consultor Pontificio para los Laicos.
4. Consultor para los Institutos de Vida Consagrada y Sociedades Apostólicas.
5. Miembro de la Congregación para la Evangelización de los Pueblos.
6. Presidente de la Unión de Superiores Generales.

### Acontecimientos
Además de los sínodos en los que participó Don Viganó como rector mayor de los Salesianos, otros acontecimientos más íntimos a la Congregación sucedieron en su rectorado:
El 18 de mayo de 1978 se celebró el I Centenario de la bendición de María Auxiliadora compuesta por Don Bosco y la fundación del Boletín Salesiano, motivo por el cual compuso una reflexión sobre la Virgen de Don Bosco en la que explicaba el cuadro compuesto por el Santo y la importancia de la devoción mariana en la Congregación.
Don Viganó contribuyó a darle una gran importancia a la vocación del Salesiano Coadjutor, la manera como se conoce en la Congregación Salesiana a los laicos consagrados. 
Fue además el rector mayor que vivió el I Centenario de la muerte de Don Bosco (1988), por lo cual escribió el mensaje "Don Bosco 88" en donde presenta al Santo de los jóvenes ante todo como un seguidor de Cristo, lo llama el "Apóstol del Oratorio" y resalta la juventud de Juan Bosco y el camino de su vocación como "paradigma profético".
Con motivo de los 150 años de la ordenación sacerdotal de Juan Bosco (1841) y la celebración de un Sínodo de obispos sobre la vocación sacerdotal (1990), Don Viganó escribió la carta "sentimos afecto por el sacerdote del 2000", un profundo mensaje visionario que prepara lo que debe ser el sacerdote católico del siglo XXI y muy especialmente el sacerdote salesiano.
Además Don Viganó vivió el Centenario de la llegada de los Salesianos a España(Utrera) en 1981 con la Coronación de la Primera imagen de María Auxiliadora de España y a Venezuela en 1994. Participó en múltiples eventos preparados para dicha magna celebración.
Don Viganó contribuyó a la creación de los nuevos estatutos de la Universidad Pontificia Salesiana como su Gran Canciller.